# Nikolaj Ernestovič Bauman
Nikolaj Ernestovič Bauman (rusko Никола́й Эрне́стович Ба́уман), ruski revolucionar in boljševik, * 29. maj (17. maj, ruski koledar) 1873, Kazan, Rusija, † 31. oktober (18. oktober) 1905, Moskva.
Bauman je med letoma 1891 in 1895 študiral na Veterinarskem inštitutu v Kazanu, kjer je tudi diplomiral.
Po diplomi se je odpravil na službeno mesto v vas Novi Burasi v Saratovski guberniji. Leta 1896 je prišel v Sankt-Peterburg.
V Zürichu je leta 1900 spoznal Lenina.
S karikaturo, ki jo je narisal na enem od sestankov, je povzročil samomor kolegice, ki ji je narisal nosečniški trebuh in pripisal vprašanje, "Čigav je otrok?".
Po njem se imenuje Državna tehnična univerza v Moskvi, ulica in rajon v Moskvi in ena od moskovskih postaj podzemne železnice.
Njegov pogreb je bil eden prvih boljševiških pogrebov, ki je postavil normo za naslednje.
1. 1 2  Бауман Николай Эрнестович // Большая советская энциклопедия: [в 30 т.] — 3-е изд. — Moskva: Советская энциклопедия, 1969.
2. ↑  В Казани дом, где родился Бауман, нуждается в срочномремонте // Комсомольская правда — Казань: Комсомольская правда, 2017. — ISSN 0233-433X; 1563-6372